# Août 1838

## Événements
- 10 août, France : Joseph Arthur de Gobineau est en pourparlers avec la Gazette de France pour deux articles par mois et vient d'écrire un article pour Antoine Eugène Genoud, rénovateur de la Gazette. Il lit George Sand « Au milieu des écrivassiers sans âme et sans conscience comme de Lamartine, les écarts de cette femme sublime sont encore respectables même par leur bonne foi. »

- 11 août : Victor Hugo termine Ruy Blas.
- 13 août :
  - France : ordonnance du Roi portant autorisation de la Compagnie du chemin de fer de Paris à Orléans.
  - France : ordonnance du Roi portant autorisation de la Compagnie du chemin de fer de Paris à la mer par Rouen, Le Havre et Dieppe, avec embranchement sur Elbeuf et Louviers.
- 14 août : traité de commerce entre le Royaume-Uni et la Porte, qui prévoit la suppression des privilèges commerciaux dans tout l’empire. Un traité analogue est signé quelques semaines plus tard avec la France.
- 17 août : Victor Hugo installe sa famille à Auteuil.
- 18 août : Victor Hugo et Juliette Drouet partent pour un court voyage en Champagne. Claye, Meaux, La Ferté-sous-Jouarre, Montmirail, Vauchamps, Épernay, Châlons-sur-Marne, Sainte-Menehould, Clermont-en-Argonne, Varennes, Grandpré, Vouziers, Reims.
- 24 août : ordonnance d'organisation de la Garde municipale de Paris.
- 28 août : retour de Victor Hugo à Paris.

## Décès
- 21 août : Adelbert von Chamisso, poète et botaniste allemand (° 1781).
- 26 août : John Nicholl, député et juge gallois (° 16 mars 1759).